# Eisenbach (Häuserbach)
Der Eisenbach ist ein knapp eineinhalb Kilometer langer Bach im hessischen Hochtaunuskreis. Er ist ein rechter und südwestlicher Zufluss des Häuserbaches.

## Geographie

### Verlauf
Der Eisenbach entspringt im Östlichen Hintertaunus auf einer Höhe von etwa 343 m ü. NN in einer Grünzone zwischen den Siedlungen Hausen und Arnsbach des Neu-Anspacher Stadtteils Hausen-Arnsbach.
Er fließt in nordöstlicher Richtung durch den Grünstreifen zwischen den beiden Siedlungen, unterquert die K 734, wendet dann seinen Lauf mehr nach Norden und mündet schließlich zwischen Hausen-Arnsbach und dem Neu-Anspacher Stadtteil Westerfeld auf einer Höhe von circa 291 m ü. NN von rechts in den Häuserbach.
Sein  etwa 1,4 km langer Lauf endet etwa 52 Höhenmeter unterhalb seiner Quelle, er hat somit ein mittleres Sohlgefälle von etwa 37 ‰.

### Einzugsgebiet
Das Einzugsgebiet des Edelbachs liegt im Östlichen Hintertaunus, einem Teilbereich des Naturraums Taunus und wird über den Häuserbach, den Arnsbach, die Usa, die Wetter, die Nidda, den Main und den Rhein zur Nordsee entwässert.
Am Ober- und Mittellauf herrscht Siedlungsgebiet vor und im Mündungsbereich Acker- und Grünland.

### Flusssystem Usa
- Fließgewässer im Flusssystem Usa